# Henk Vos
Hendricus Johannes Petrus Vos detto Henk (Wouw, 5 luglio 1968) è un ex calciatore olandese, di ruolo attaccante.

## Carriera
Esordì in Eredivisie con l'RBC Roosendaal, squadra in cui terminerà la sua carriera, nella stagione 1984-85. Venne acquistato nel 1986 dal PSV, dove però non giocò nemmeno una partita perché quasi subito ceduto al FC Metz. Ritornò nei Paesi Bassi nel 1990, acquistato dal Feyenoord e rimane nella squadra di Rotterdam fino al 2000 (con in mezzo un'altra stagione in Francia, nel 1997 con lo Strasburgo). Nella stagione 2000-2001 venne acquistato dall'FC Den Bosch e l'anno dopo ritornò definitivamente all'RBC Roosendaal.

## Palmarès

### Club

#### Competizioni nazionali
- Coppa del Belgio: 1

Standard Liegi: 1992-1993